# Episodi di Paradise (terza stagione)
La terza stagione della serie televisiva Paradise è stata trasmessa in anteprima negli Stati Uniti d'America dalla CBS tra il 4 gennaio 1991 e il 10 maggio 1991.
| nº | Titolo originale               | Titolo italiano | Prima TV USA     | Prima TV Italia |
| -- | ------------------------------ | --------------- | ---------------- | --------------- |
| 1  | Out of the Ashes               |                 | 4 gennaio 1991   |                 |
| 2  | The Bounty                     |                 | 11 gennaio 1991  |                 |
| 3  | The Women                      |                 | 25 gennaio 1991  |                 |
| 4  | Bad Blood                      |                 | 1º febbraio 1991 |                 |
| 5  | The Valley of Death            |                 | 8 febbraio 1991  |                 |
| 6  | A Bullet Through the Heart     |                 | 15 febbraio 1991 |                 |
| 7  | See No Evil                    |                 | 22 febbraio 1991 |                 |
| 8  | Birthright                     |                 | 8 marzo 1991     |                 |
| 9  | A Study in Fear                |                 | 29 marzo 1991    |                 |
| 10 | The Search for K. C. Cavanaugh |                 | 5 aprile 1991    |                 |
| 11 | Shield of Gold                 |                 | 12 aprile 1991   |                 |
| 12 | Twenty-Four Hours              |                 | 3 maggio 1991    |                 |
| 13 | Unfinished Business            |                 | 10 maggio 1991   |                 |